# Manaies
Los "armats", "manaies" (en Gerona) o "manages" (en Verges) son los soldados romanos que, tradicionalmente desfilan por Semana Santa en algunos pueblos y ciudades de Cataluña. En algunos lugares, como Badalona o Besalú, también se denominan estaferms.

## Características generales

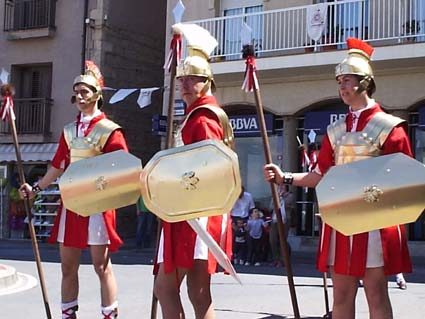
Equipamiento típico de los manaies.

Cualquier grupo de manaies se suele componer de dos secciones básicas: los soldados con lanza y una banda de percusión, aunque en los grupos más numerosos se han llegado a incorporar bandas de viento o soldados a caballo. Además, los diferentes grupos constan de un capitán (normalmente se dice centurión o capitán manaies) que puede ser acompañado de una guardia personal y de uno o más estandartes de tela o del clásico signo romano.
En un principio, los desfiles y las exhibiciones se realizaban en el interior de templos y se trasladaban al exterior para llenar las calles.
Se pueden destacar las diferentes formas como algunos grupos golpean la lanza al suelo (siempre al ritmo de la percusión) mientras caminan todos al mismo paso así como las diferentes exhibiciones de maniobras de la tropa, llamadas figuras o cuadros, en los que se destaca la perfecta sincronía de todos los componentes. Un buen ejemplo de figura es la de la estrella, muy utilizada en toda Cataluña.
En la banda, normalmente suele haber dos tipos de marchas: la lenta y la rápida.

## Orígenes de la tradición
El origen de esta tradición es legendaria. Según se dice, Poncio Pilatos envió una guarnición de legionarios la misma noche de la muerte de Jesús para comprobar si, tal y como el Mesías le había dicho, resucitaba o no. Este hecho, posteriormente quería ser recreado con los desfiles de unos hombres vestidos de soldados romanos, los manaies.

## Vestuario
Todos los vestidos de los manaies tienen unos denominadores comunes: los cascos, la coraza, las capas o también las sandalias. Aun así, lo que distingue unos manaies de los otros son el material de que están hechos y los colores. Normalmente las diferentes tropas que puede haber en un desfile se distinguen por un foulard de varios colores distintos dependiendo de la zona en la que está situada la persona dentro de la formación.

## Los "manípuls" de Cataluña
Los diferentes grupos de manaies se acostumbran a denominar "manípuls", haciendo referencia a una división de tropas en que se organizaban las antiguas legiones romanas.
Actualmente, los "manípuls" más destacados son los de Bañolas (128 componentes) y Gerona (119 componentes), aunque también son muy destacables los de Manresa y Mataró, entre otros.